# 梨羽時起
梨羽 時起（なしは ときおき、1850年9月24日（嘉永3年8月19日） - 1928年10月24日）は、日本の海軍軍人、華族。最終階級は海軍中将。貴族院議員、男爵。

## 経歴
長州藩士・有地信敏（通称は藤馬、長州藩武術指南役、1千石）の四男として生まれ、長州藩士・梨羽景介（683石）の養子となる。小隊長として戊辰戦争に出陣した。
1871年、鉄道局二等見習となり、測量司、三等大技生、内務七等属（量地課）などを経て、1880年8月、海軍中尉に任官し「富士山艦」乗組となる。「筑波艦」乗組、「肇敏」「天龍艦」「第二丁卯艦」「筑波艦」「金剛」の各分隊長、「金剛」「筑波」「葛城」の各副長、海軍兵学校監事長、「千代田」副長などを経て、日清戦争には「赤城」艦長として出征し、さらに「天城」艦長となった。
呉水雷隊司令、「海門」「葛城」「金剛」「秋津洲」「橋立」「鎮遠」「高砂」「常磐」「初瀬」の各艦長を歴任する。呉海兵団長を経て、1903年7月、海軍少将に進級。呉港務部長、常備艦隊司令官などを経て、日露戦争では第1戦隊司令官として出征。旅順港封鎖に従事中、麾下の「初瀬」・「八島」の2戦艦が触雷し沈没する被害を受けた。その後旅順口鎮守府艦隊司令官に転じている。横須賀港務部長、佐世保港務部長、馬公要港部司令官などを歴任。1907年3月、海軍中将となり将官会議議員に発令され、同年5月8日に待命となる。同年10月31日、予備役に編入された。1913年8月19日に後備役となる。1915年8月19日に退役した。
1907年9月、男爵の爵位を叙爵し華族となり、1911年7月10日から1918年7月9日まで貴族院議員を務めた。

## 栄典
位階
- 1883年（明治16年）12月25日 - 正七位[9]
- 1890年（明治23年）12月8日 - 従六位[10]
- 1896年（明治29年）12月21日 - 正六位[11]
- 1898年（明治31年）3月8日 - 従五位[12]
- 1903年（明治36年）4月20日 - 正五位[13]
- 1907年（明治40年）
  - 5月10日 - 従四位[14]
  - 11月20日 - 正四位[15]
- 1916年（大正5年）12月1日 - 従三位[16]
- 1926年（大正15年）12月15日 - 正三位[17]

勲章等
- 1889年（明治22年）
  - 11月22日 - 勲六等瑞宝章[18]
  - 11月29日 - 大日本帝国憲法発布記念章[19]
- 1894年（明治27年）11月24日 - 勲五等瑞宝章[20]
- 1895年（明治28年）
  - 9月27日 - 双光旭日章・功四級金鵄勲章[21]
  - 11月18日 - 明治二十七八年従軍記章[22]
- 1899年（明治32年）5月9日 - 勲四等瑞宝章[23]
- 1902年（明治35年）5月10日 - 明治三十三年従軍記章[24]
- 1904年（明治37年）5月27日 - 勲三等瑞宝章[25]
- 1906年（明治39年）4月1日 - 功三級金鵄勲章、勲二等旭日重光章、明治三十七八年従軍記章[26]
- 1907年（明治40年）9月21日 - 男爵[27]

## 親族
- 兄 有地品之允（海軍中将）
- 甥 有地十五郎（海軍中将）有地品之允の三男